# L'Invitation au château
L'Invitation au château est une pièce de théâtre en cinq actes de Jean Anouilh créée, dans une mise en scène d'André Barsacq, le 5 novembre 1947 au théâtre de l'Atelier à Paris.

## Argument
L'histoire se déroule dans un château appartenant à la famille d'Alain, un jeune homme orphelin et un peu perdu. Il est sur le point d'épouser une femme riche et respectable, Élisabeth, dans le but de régler ses problèmes financiers.
Cependant, les choses se compliquent lorsque la famille d'Élisabeth découvre les véritables origines modestes d'Alain. Ils envisagent alors d'annuler le mariage. Alain, désespéré, fait appel à son ami d'enfance, le mystérieux Princesse, pour l'aider à sauver la situation. Le Princesse propose de jouer un jeu complexe et tordu pour convaincre la famille d'Élisabeth que la richesse et la noblesse d'Alain sont réelles.
Le jeu consiste à créer une fausse réalité dans laquelle le château devient le lieu d'une extravagante soirée de costumes, avec de nombreux personnages excentriques et des mensonges bien orchestrés. Tout au long de la pièce, les personnages jonglent avec leurs identités et les faux rôles qu'ils jouent, créant une atmosphère de comédie mêlée d'ironie et de satire sociale.
Finalement, le jeu atteint son point culminant lors de la soirée costumée, où les mensonges et les masques finissent par se fissurer. Les personnages sont confrontés à leurs véritables identités et à leurs motivations cachées, ce qui conduit à des révélations et des confrontations émotionnelles. La pièce explore des thèmes tels que l'illusion, la vérité, l'identité et la perception.
"L'Invitation au château" est une œuvre complexe et subtile qui mélange l'humour, le drame et la réflexion sur les apparences et les réalités. Elle offre une critique subtile de la société bourgeoise et de ses valeurs, tout en mettant en lumière la fragilité des relations humaines.

## Distribution de la création
- Michel Bouquet : Horace / Frédéric
- Dany Robin : Isabelle
- Henri Gaultier : Josué, maître d'hôtel
- Marie Leduc : Diana Messerschmann
- Maurice Meric : Patrice Bombelles
- Katherine Kath : Lady Dorothée India
- Betty Daussmond : Mme Desmermortes
- Muse Dalbray :  Mlle Capulat
- Marcel Pérès : Romainville
- Robert Vattier : Messerschmann
- Madeleine Geoffroy : la mère

- Mise en scène, décors et costumes : André Barsacq
- Musique originale : Francis Poulenc

## Principales reprises

### Théâtre de l'Atelier, mars 1952
- Georges Marchal puis François Guérin : Horace / Frédéric
- Geneviève Grad : Isabelle
- Henry Gaultier : Josué, maître d'hôtel
- Catherine Anouilh : Diana Messerschmann
- Jean-Pierre Vaguer : Patrice Bombelles
- Joëlle Janin : Lady Dorothée India
- Madeleine Geoffroy : Mme Desmermortes
- Marcelle Arnold : Mlle Capulat
- Marcel Pérès : Romainville
- Robert Vattier : Messerschmann
- Suzanne Grey : la mère

### Théâtre de l'Atelier, octobre 1953
- Michel François : Horace / Frédéric
- Brigitte Bardot : Isabelle
- Henry Gaultier : Josué, maître d'hôtel
- Vanna Urbino : Diana Messerschmann
- Robert Lombard : Patrice Bombelles
- Katherine Kath : Lady Dorothée India
- Betty Daussmond : Mme Desmermortes
- Liliane Gaudet : Mlle Capulat
- Jean Hébey : Romainville
- Grégoire Aslan : Messerschmann
- Madeleine Lambert : la mère

## Sources
- Les Archives du spectacle